# Heinrich Zöpfl

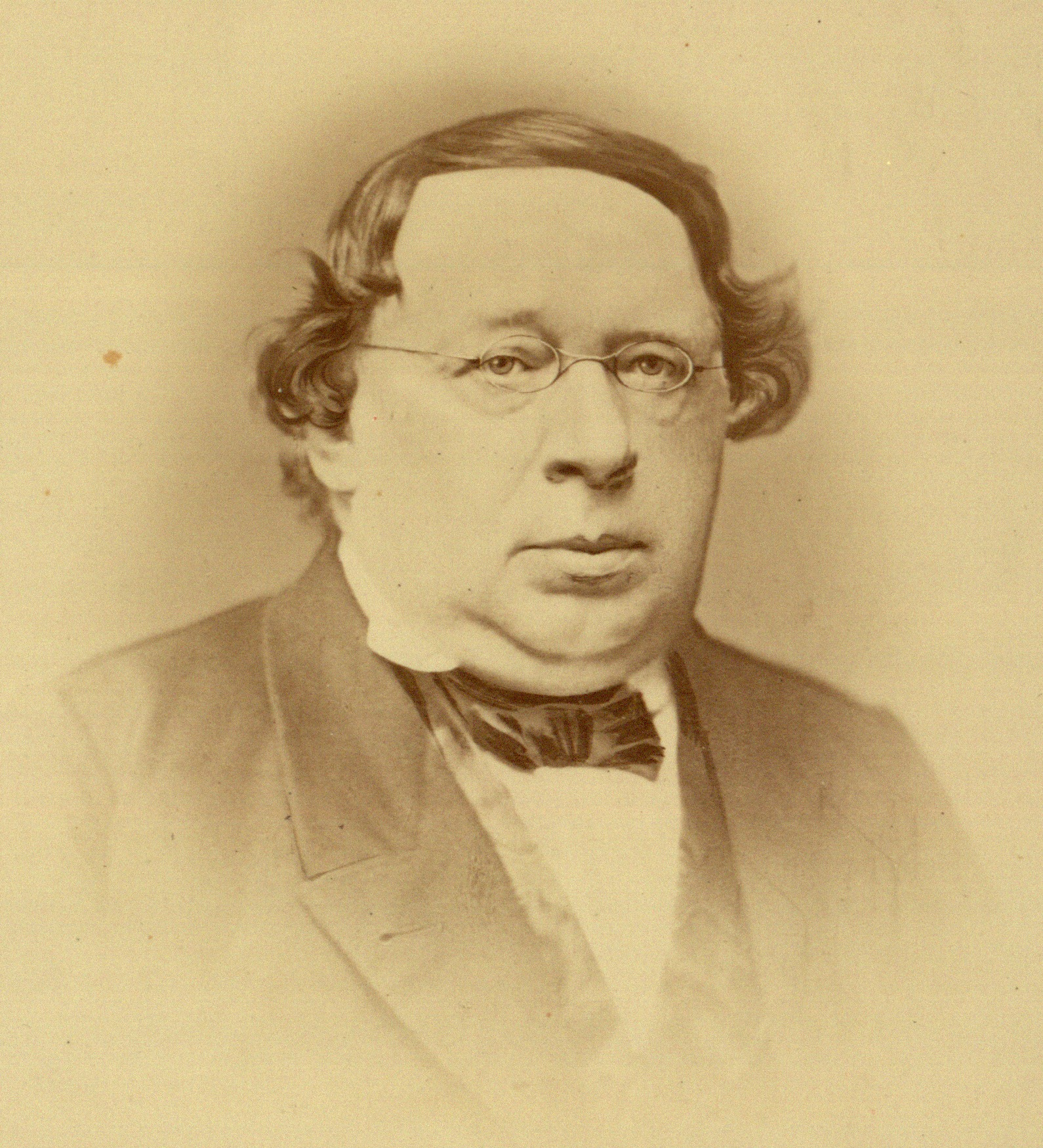
Heinrich Zoepfl

Heinrich Matthias Zöpfl (* 6. April 1807 in Bamberg; † 4. Juli 1877 in Heidelberg) war ein deutscher Jurist und Fachautor.

## Leben
Zöpfl war der Sohn des Appellationsgerichtsrates Johann Baptist Zöpfl und dessen Ehefrau Catharina geborene Pflaum. Zöpfl, der katholischer Konfession war, heiratete am 21. Oktober 1832 in Bamberg Anna Bernhardina Leo (* 3. Juni 1805 in Weismain; † 10. November 1878 in Heidelberg), der Tochter des Landrichters Joseph Leo.
Zöpfl besuchte das Gymnasium in Bamberg und studierte ab 1823 in Würzburg und Heidelberg. Er wurde 1827 in Würzburg zum Dr. jur. promoviert und habilitierte sich 1828 als Privatdozent der Rechte an der Universität Heidelberg. 1839 wurde er dort zum Professor für Staatsrecht ernannt. Er wurde Dekan der juristischen Fakultät. Während der Märzrevolution verwaltete er das Prorektorat der Universität. 1845 wurde er zum Hofrat 1874 Geheimer Hofrat ernannt. 1850 war er Mitglied des Staatenhauses des Erfurter Unionsparlaments. 1850 bis 1856 war er als Vertreter der Universität Heidelberg Abgeordneten in der badischen Erste Kammer.

## Veröffentlichungen (Auszug)
- Deutsche Staats- und Rechtsgeschichte. Heidelberg 1834–1836, 3 Abteilungen, 4. Auflage, Braunschweig 1871–1872, 3 Bände
- Grundsätze des allgemeinen und des konstitutionell-monarchischen Staatsrechts. Heidelberg 1841, 5. Auflage, Leipzig 1863, 2 Bände
- Altertümer des deutschen Reichs und Rechts. Leipzig 1860–1861, 3 Bände
- Das alte Bamberger Recht. Heidelberg 1839
- Die peinliche Gerichtsordnung Kaiser Karls V. nebst der Bamberger und der Brandenburger Halsgerichtsordnung. Heidelberg 1842; 3. Ausgabe, Leipzig 1883
- Über hohen Adel und Ebenbürtigkeit nach dem deutschen Reichsstaatsrecht. Stuttgart 1853 (Digitalisat)
- Die Demokratie in Deutschland. 1. und 2. Auflage, Stuttgart 1853
- Grundriß zu Vorlesungen über Rechtsphilosophie. Berlin 1878